# 데이노니쿠스
데이노니쿠스(라틴어:Deinonychus)는 '끔찍한 발톱(Terrible Claw)'이란 뜻을 가진 육식공룡으로 전기 백악기(1억 1900만 년 전~9300만 년 전)에 존재하였던 공룡이다. 수각류인 드로마에오사우루스과에 속한다. 그중에서도 덩치는 매우 큰 편이었다. 길이는 최대 3m에 달했으며 몸은 날렵하게 생겼다. 또한 무게는 25~90kg 정도로 추정된다. 꼬리는 길었고, 뒷발에는 날카로운 갈고리 발톱이 있어서 사냥에 이용하였고, 다리가 길고 날렵해 점프하거나 잘 달릴 수 있었다. 주로 무리를 이루어 사냥한 것으로 추정되었지만 최근 실제로 무리를 이루었는지 논란이 되었다.

## 특징
18cm에 달하는 커다란 뒷발톱을 가지고 있어 과거에는 이것으로 먹이의 가죽을 갈랐을 것으로 생각했지만, 모의실험 결과 돼지가죽에 구멍만 뚫는 수준으로 그렇게 효과적인 무기는 아니었지만 발톱으로 나무를 타고 올라가 뛰어내리며 기습할 때 사용하거나 큰 먹이에 발톱을 박아넣고 매달려 공격할 때, 작은 동물들을 포획할 때 유용하게 쓰인 것으로 생각된다. 살상력이 모호한 갈고리 발톱 대신 치악력이 꽤 강한 동물이다. 처음 연구가 이루어진 2005년엔 앨리게이터의 15%에 지나지 않을 것이라는 결과가 나왔지만, 2010년 오클라호마주립대학교의 폴 지냑(Paul Gignac)교수와 연구팀이 테논토사우루스 뼈에 난 이빨자국 등을 토대로 분석하자 4,100 ~ 8,200 뉴턴이라는 결과가 나왔다. 쥐라기에 서식한 알로사우루스보다 더 무는 힘이 강하다.

## 새와의 관계

데이노니쿠스(왼쪽)과 시조새(오른쪽) 손의 유사성.

1964년, 미국에서 고생물학자 존 오스트롬에 의해 데이노니쿠스 몇 마리가 테논토사우루스를 습격한 것으로 보이는 화석이 발견되기도 하였는데, 데이노니쿠스는 수각류 공룡으로 골격구조가 새와 매우 유사하다는 것에는 의심의 여지가 없었다. 이 발견으로 인해 오스트롬은 새가 정말로 공룡으로부터 진화한 것이라고 주장하게 되었다. 오스트롬이 새와 공룡을 연결시키게 한 것은 데이노니쿠스였지만 그와 사실상 마찬가지로 새와 유사한 공룡인 벨로키랍토르 등은 수십 년 전에 알려져 있었음에도 불구하고 이를 새와 연결시킨 사람은 없었다. 오스트롬의 발견 이후 새가 공룡으로부터 진화했다는 생각은 고생물학자들 사이에 지지를 받기 시작했고 오늘날에 와서는 거의 대부분 수긍하고 있다. 분지학과 같은 새로운 방법론과 여러 '깃털 공룡'의 발견이 이 관계를 더 확실하게 해주었다.

## 종
- 데이노니쿠스 안티로푸스 (Deinonychus antirrhopus) : 현재 인정되는 유일한 종이다.
- 데이노니쿠스 코레아넨시스 (Deinonychus koreanensis) : 1979년에 대한민국에서 발견되어 코레아노사우루스 코레아넨시스(Koreanosaurus koreanensis)로 명명되었다가 1993년에 데이노니쿠스의 한 종으로 재분류되었는데, 현재는 이마저 독립된 종으로 인정받지 못하고 있다. 2005년의 연구에서는 에우마니랍토라(Eumaniraptora)에 속하는 공룡의 특징과 유사한 점이 발견되어, 불분명종(incertae sedis)으로 분류되었다.[2]

## 갤러리

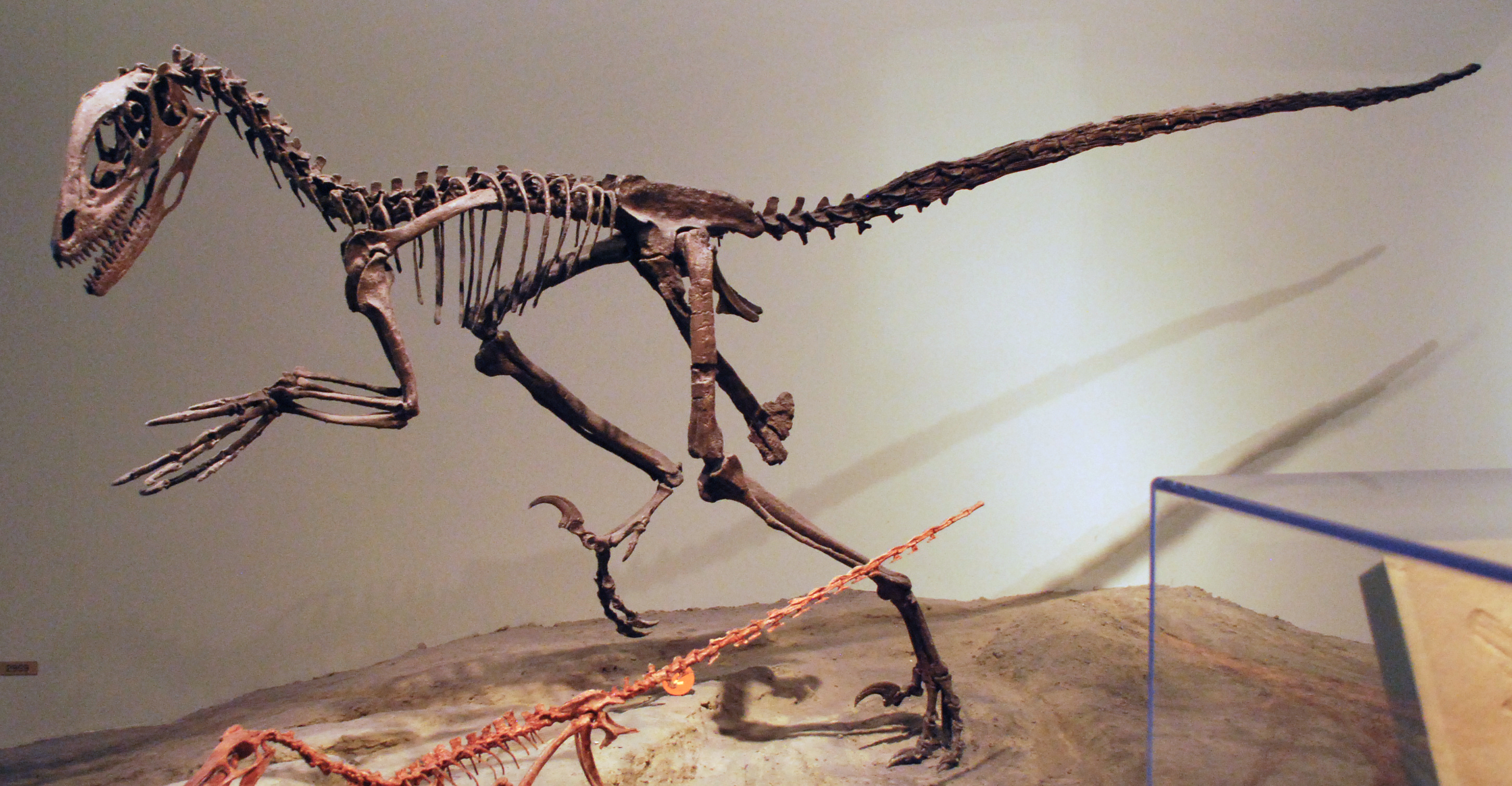
데이노니쿠스의 골격

## 같이 보기
- 드로마에오사우루스과